# Keila (Estland)
Keila is een stad in het westen van de Estische provincie Harjumaa. De plaats vormt een stadsgemeente. De gemeente telde 10.964 inwoners op 1 januari 2024. Haar oppervlakte bedraagt 11,22 vierkante kilometer.
In de gemeente liggen de Keilawaterval en de rivier Keila.
Tot in oktober 2017 was behalve het gemeentebestuur van de stadsgemeente ook het gemeentebestuur van de landgemeente Keila vald in Keila gevestigd. In die maand werd Keila vald echter bij de fusiegemeente Lääne-Harju gevoegd. Die heeft de stad Paldiski als hoofdplaats.
Keila heeft een station aan de spoorlijn Tallinn - Paldiski. Het is ook het beginpunt van de spoorlijn Keila - Haapsalu. Vroeger reden de treinen op deze lijn door naar Haapsalu, maar het traject Riisipere-Haapsalu is in 1995 gesloten. Tot in 2019 was Riisipere het eindpunt, maar in dat jaar werd het tracé Riisipere–Turba weer in gebruik genomen. Sindsdien is Turba het eindpunt.

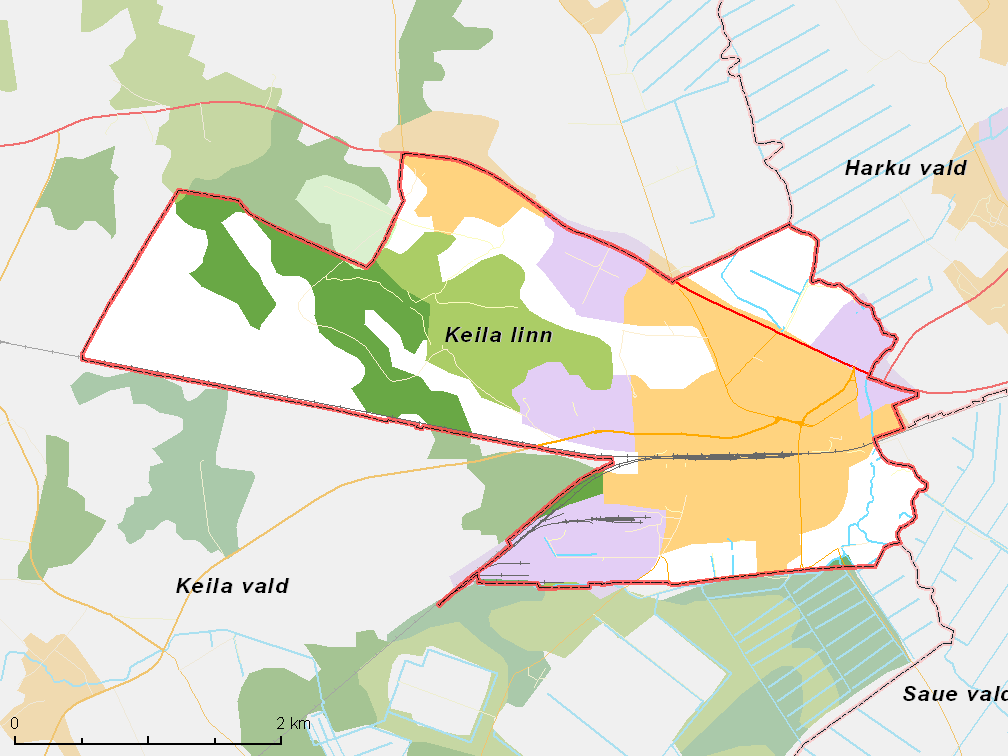
De gemeente met omliggende gemeenten, situatie begin 2017. Later dat jaar ging de gemeente Keila vald op in de gemeente Lääne-Harju

## Geboren
- Oskar Üpraus (1898-1968), Estisch voetballer

## Foto's

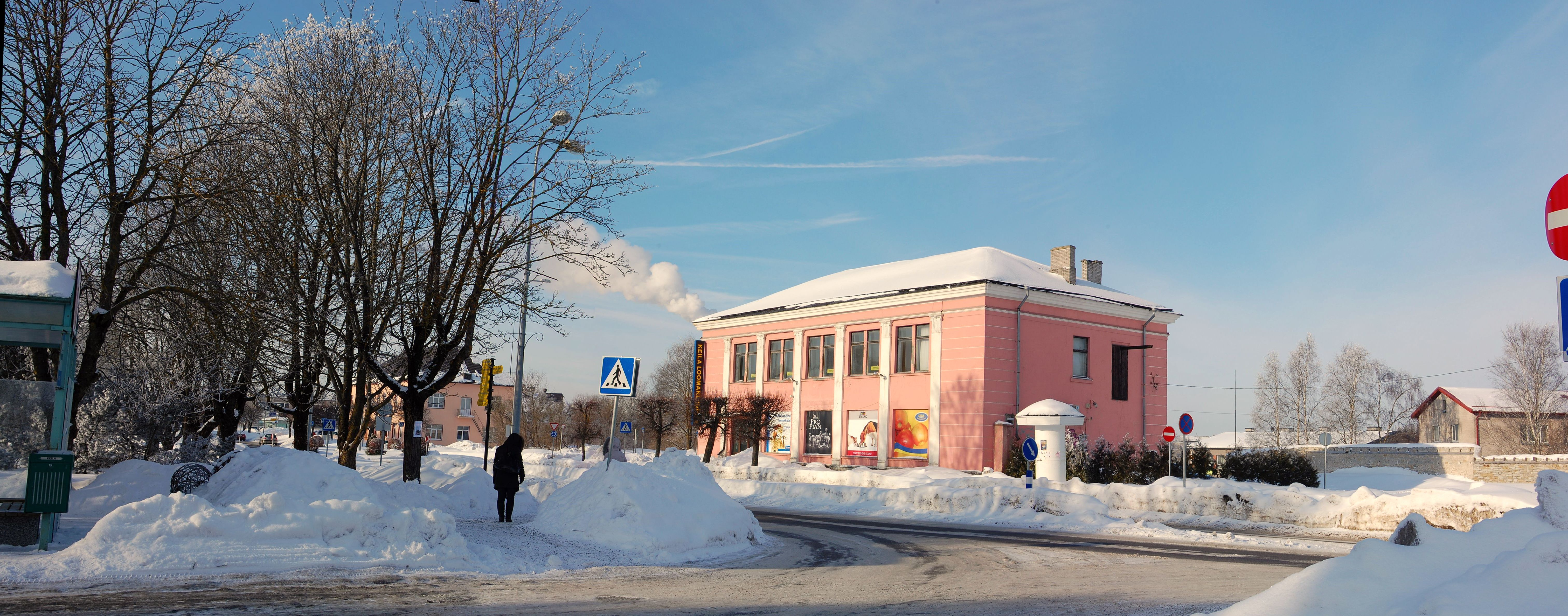
Keila in de winter
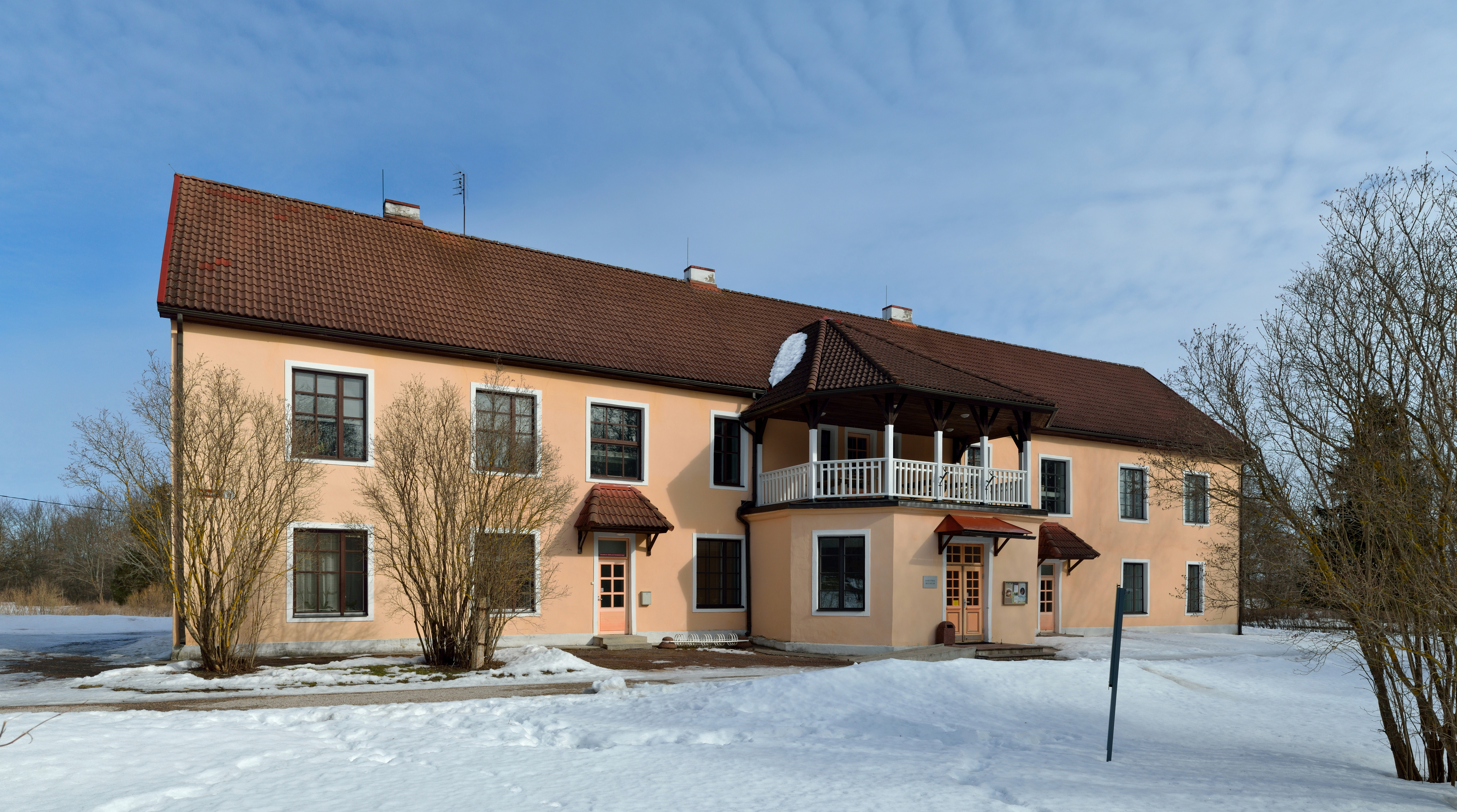
Het vroegere landhuis van het landgoed Keila, nu streekmuseum
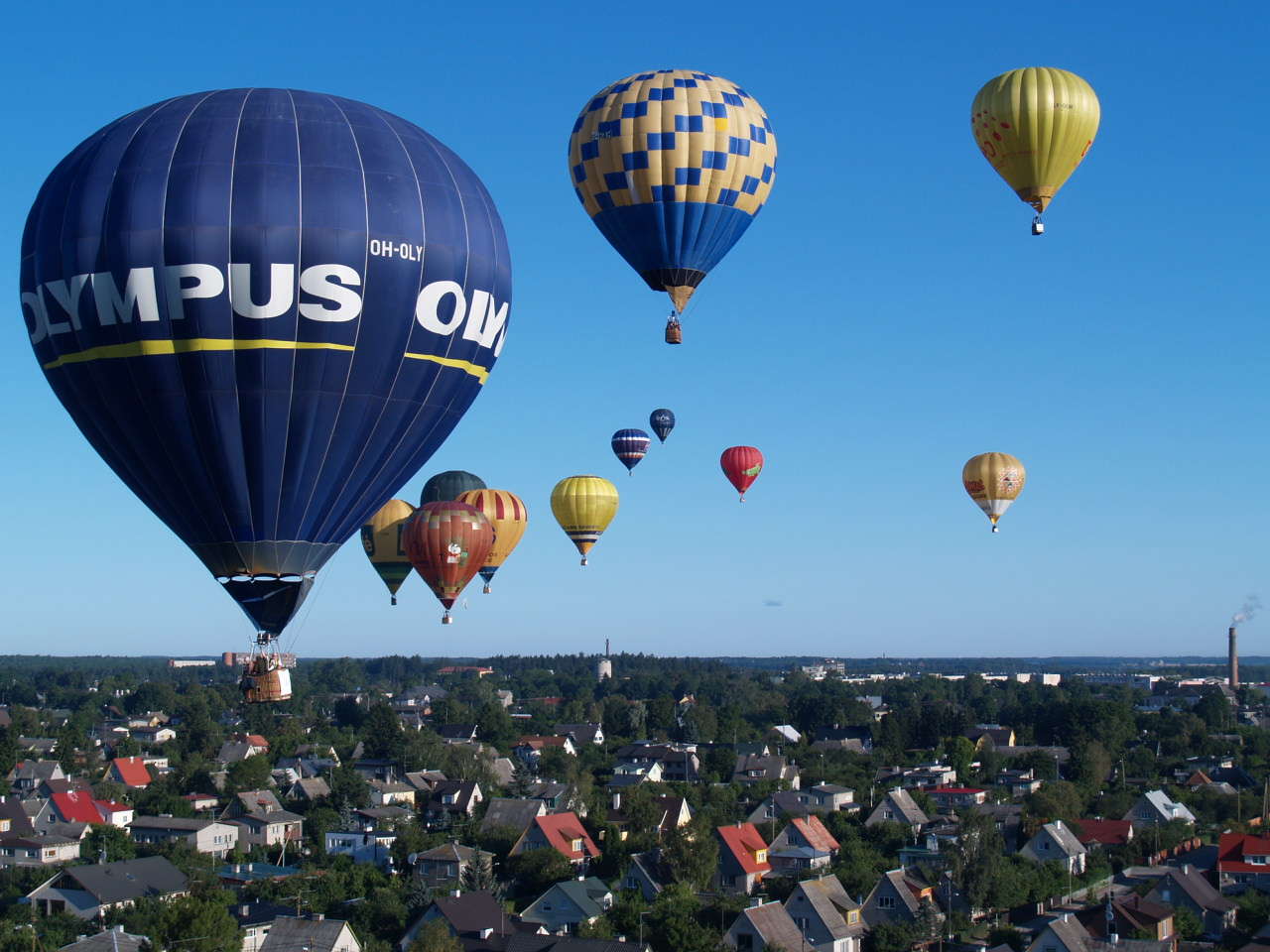
Heteluchtballonnen boven Keila op 5 oktober 2008
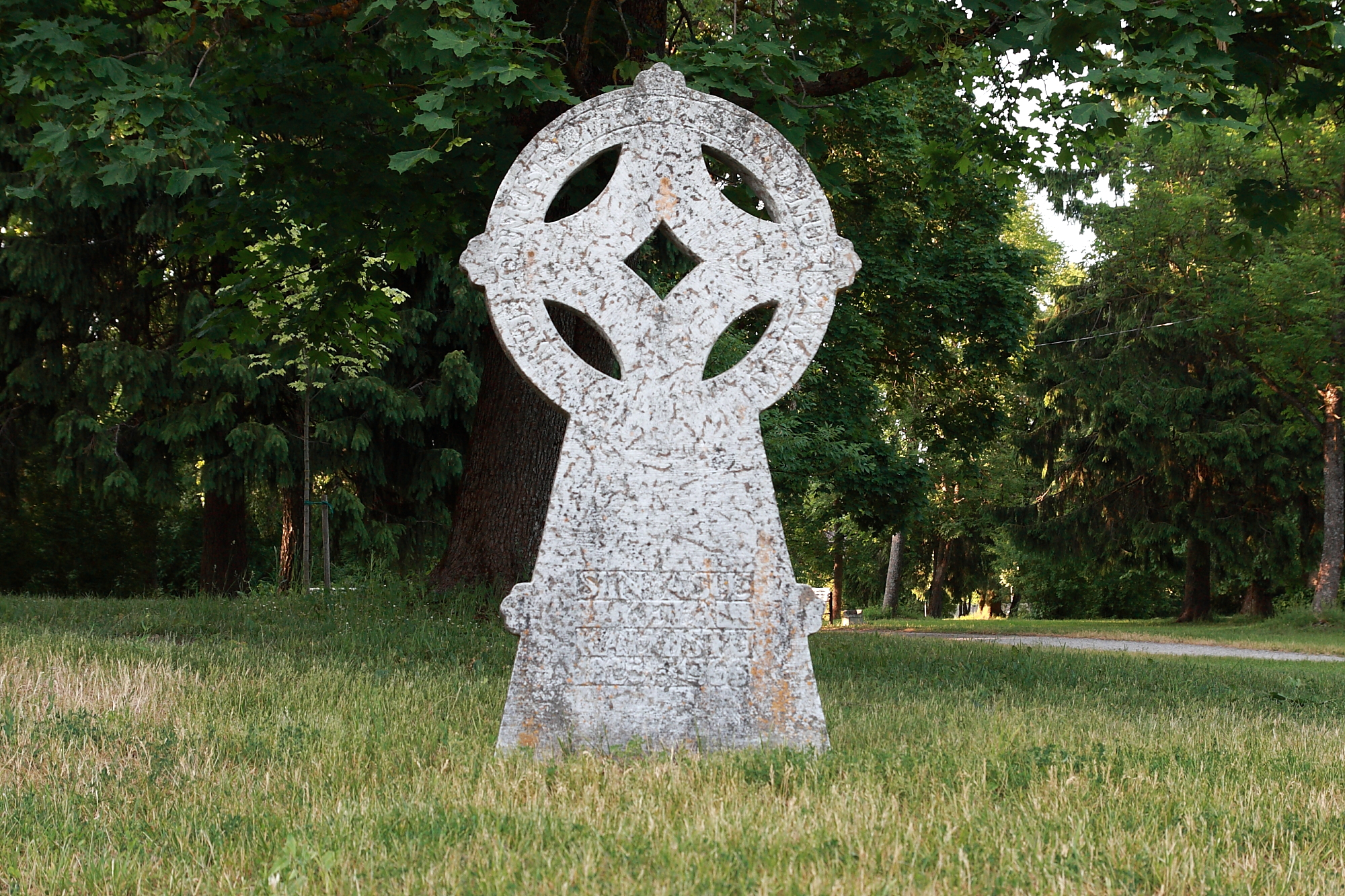
Het kerkhof van Keila
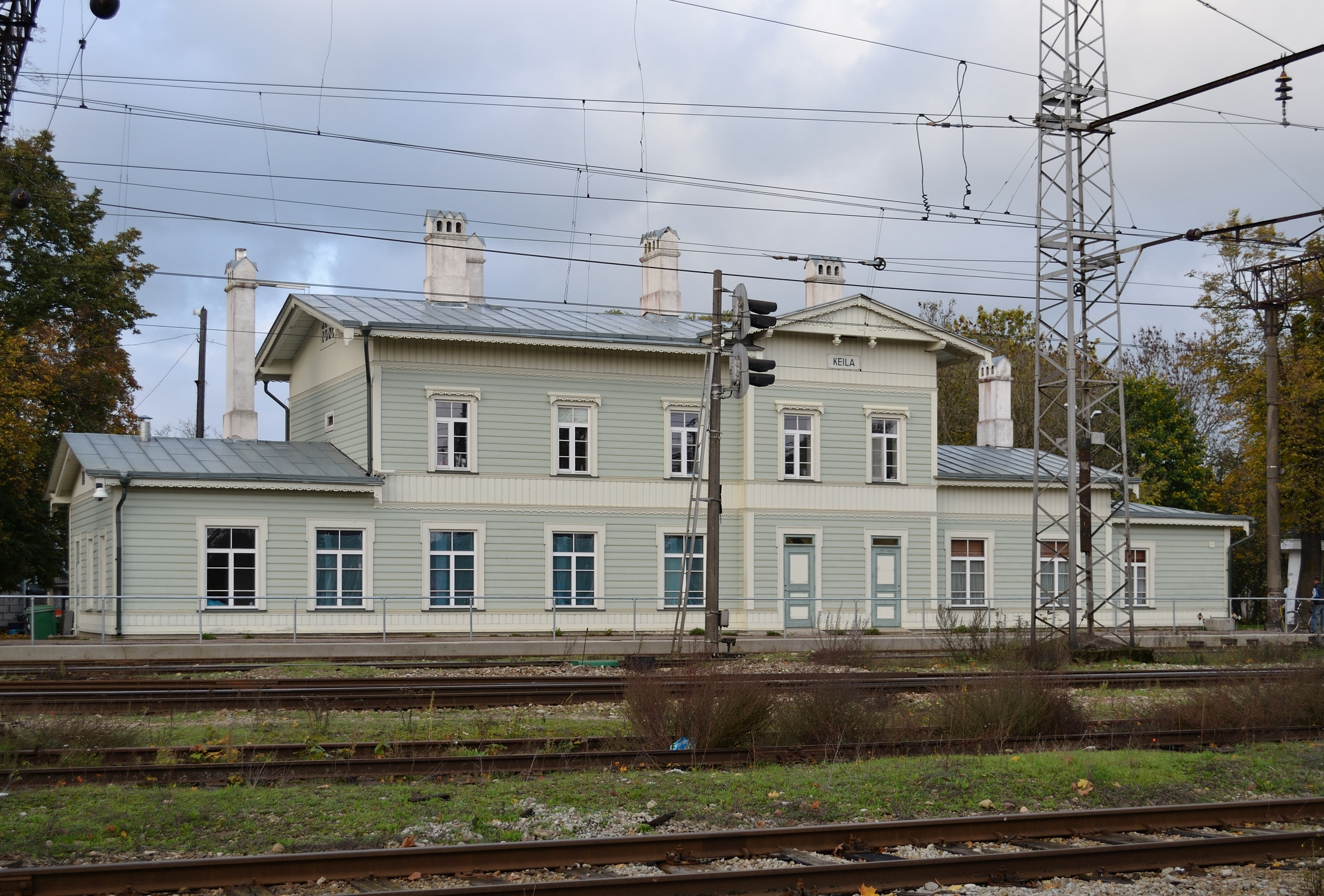
Het station in 2011
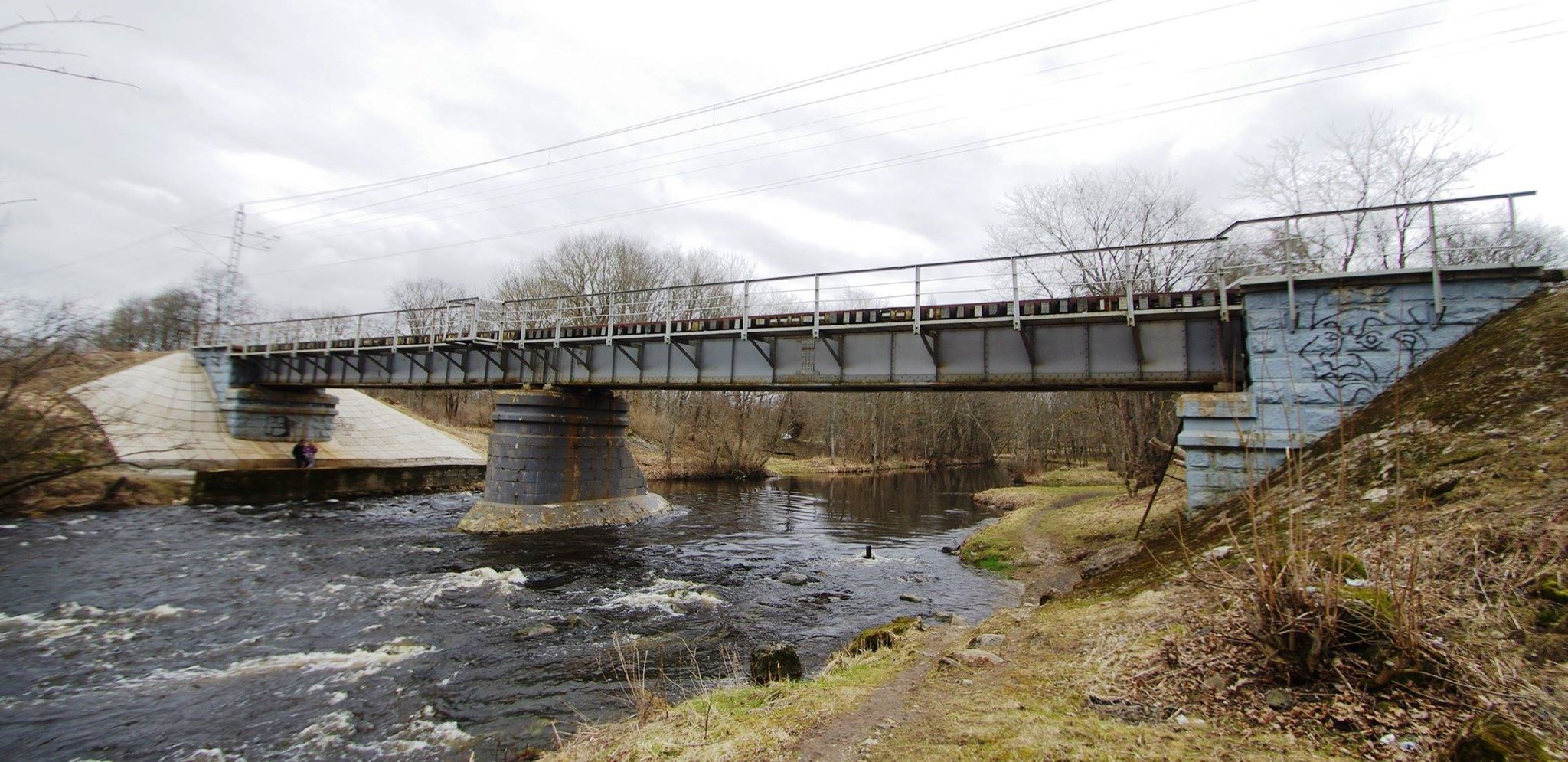
Spoorbrug

- Gemeinsame Normdatei: 4810911-3
- MusicBrainz: 093315f1-2845-44f7-b8f9-16bdce6c82f1
- Virtual International Authority File: 243887136

Stadsgemeenten: Keila · Loksa · Maardu · Tallinn

Landgemeenten: Anija · Harku · Jõelähtme · Kiili · Kose · Kuusalu · Lääne-Harju · Raasiku · Rae · Saku · Saue vald · Viimsi